# Seán Keegan
Seán Keegan, né le 2 février 1930 et mort le 9 juillet 2007, est un homme politique irlandais, membre du Fianna Fáil. Il est sénateur de 1970 à 1977 puis Teachta Dála de 1977 à 1982.

## Biographie et carrière
Keegan est un agriculteur originaire de Kilbeggan, dans le comté de Westmeath. Son père a participé à la guerre d'indépendance irlandaise.
En 1955, Keegan est élu au Conseil du comté de Westmeath. Il dispute ses premières élections législatives en 1965 sur ordre de Seán Lemass. Il est élu au Seanad Éireann lors d'une élection partielle au Panel de l'administration en 1970. En 1973, il échoue aux élections générales mais est réélu au Seanad. Aux élections générales de 1977, il est élu Teachta Dála (député au Dáil) pour le Fianna Fáil dans la circonscription de Longford–Westmeath, ses voies supplémentaires aidant à élire Albert Reynolds pour son premier mandat de député. Keegan est réélu en 1981 puis en février 1982, mais il perd son siège aux élections générales de novembre 1982.